# Santa Clara
För andra betydelser, se Santa Clara (olika betydelser).
Santa Clara är en kommun och stad på centrala Kuba, och är den administrativa huvudorten för provinsen Villa Clara. Kommunens befolkning uppgick till 247 436 invånare 2020.  Kommunens yta är 517,61 kvadratkilometer. Den stod som plats för en avgörande seger 1958, där Fidel Castro besegrade Batistas regeringsstyrkor varpå Castro kort därefter tågade in i huvudstaden Havanna, sedan Batista flytt landet. Che Guevara ligger sedan 1997 begravd i staden.